# Dublin Area Rapid Transit
Dublin Area Rapid Transit (kurz DART) ist ein schienengebundenes Nahverkehrssystem, das seit 1984 Vororte der irischen Hauptstadt Dublin mit der Stadt verbindet. Es wird von der staatlichen Eisenbahngesellschaft Iarnród Éireann betrieben.

## Vorgeschichte
Die Streckenführung des DART ist historisch bedeutsam – der Abschnitt zwischen der Pearse Station im Zentrum Dublins und Dún Laoghaire wurde als erste Eisenbahnstrecke Irlands bereits im Oktober 1834 als Dublin and Kingstown Railway eröffnet.

## Beschreibung
Die charakteristischen grünen Züge nutzen eine Oberleitung mit 1500 Volt Gleichspannung. Die befahrenen Strecken wurden für DART elektrifiziert und sind die einzigen elektrifizierten Strecken in der Republik Irland. Eine Ergänzung des Systems stellen die dieselbetriebenen Commuter-Züge der Dublin Suburban Rail dar.

## Strecken und Betrieb

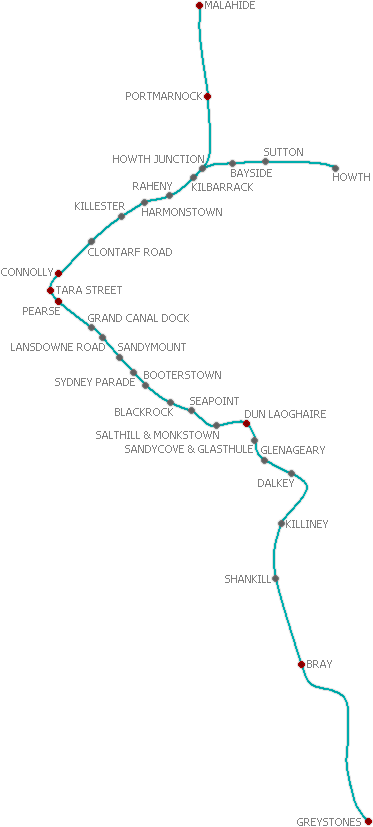
Strecken

Der DART führt an der Küste des Großraums Dublin von Greystones im County Wicklow über Dublin zur Station Howth Junction. Dort verzweigt sich die einzige Linie in zwei Äste nach Howth und Malahide. Auf der Stammstrecke zwischen Bray und Howth Junction fahren die Züge viertelstündlich, jeder zweite Zug verkehrt von bzw. nach Greystones.
Eine der bekanntesten Stationen befindet sich an der Lansdowne Road. Nördlich der Station führte das Gleis unter der Tribüne des auch für internationale Begegnungen genutzten Fußball- und Rugby-Stadions hindurch. Das Stadion wurde 2007 abgerissen. An seiner Stelle befindet sich jetzt das Aviva Stadion. Die Station selbst liegt unmittelbar südlich des Stadions und der niveaugleichen Kreuzung mit der Lansdowne Road.

## Fahrzeuge
Die 40 Doppeltriebwagen der ersten Generation lieferte das in Salzgitter ansässige Unternehmen Linke-Hofmann-Busch an die Córas Iompair Éireann (CIÉ). Mittels Scharfenbergkupplungen konnten bis zu drei Einheiten der 8100 Class miteinander gekuppelt als Zug verkehren.
Im Jahr 2000 lieferte Alstom fünf Doppeltriebwagen der 8200 Class. Sie konnten im Verbund mit jenen der 8500 und 8510 Classes laufen, wurden wegen Unzuverlässigkeit jedoch bereits 2008 abgestellt.
In den Jahren 2001 bis 2004 erhielt der CIÉ-Nachfolger Iarnród Éireann (IÉ) 17 vierteilige Züge von der Tokyu Car Corporation (IÉ 8500, 8510 und 8520 Classes).
2021 wurden bei Alstom 37 elektrische Fünfwagenzüge des Typs X’Trapolis bestellt. 31 davon werden zusätzlich mit Batterien ausgestattet, um auch auf nicht elektrifizierten Strecken verkehren zu können. Die ersten dieser Fahrzeuge wurden im November 2024 der Öffentlichkeit vorgestellt.
Am 10. August 2025 wurde die 32. Station „Woodbrook“ zwischen Shankill und Bray eröffnet.

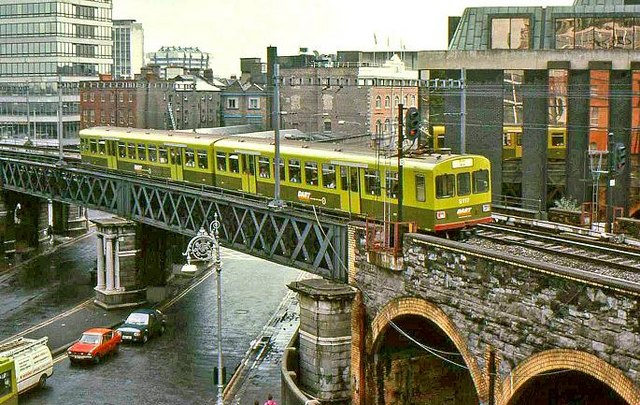
Elektrischer Zug der 8100 Class des DART in ursprünglicher Farbgebung auf der Loopline Bridge über die Lower Gardiner Street in Dublin (1986)
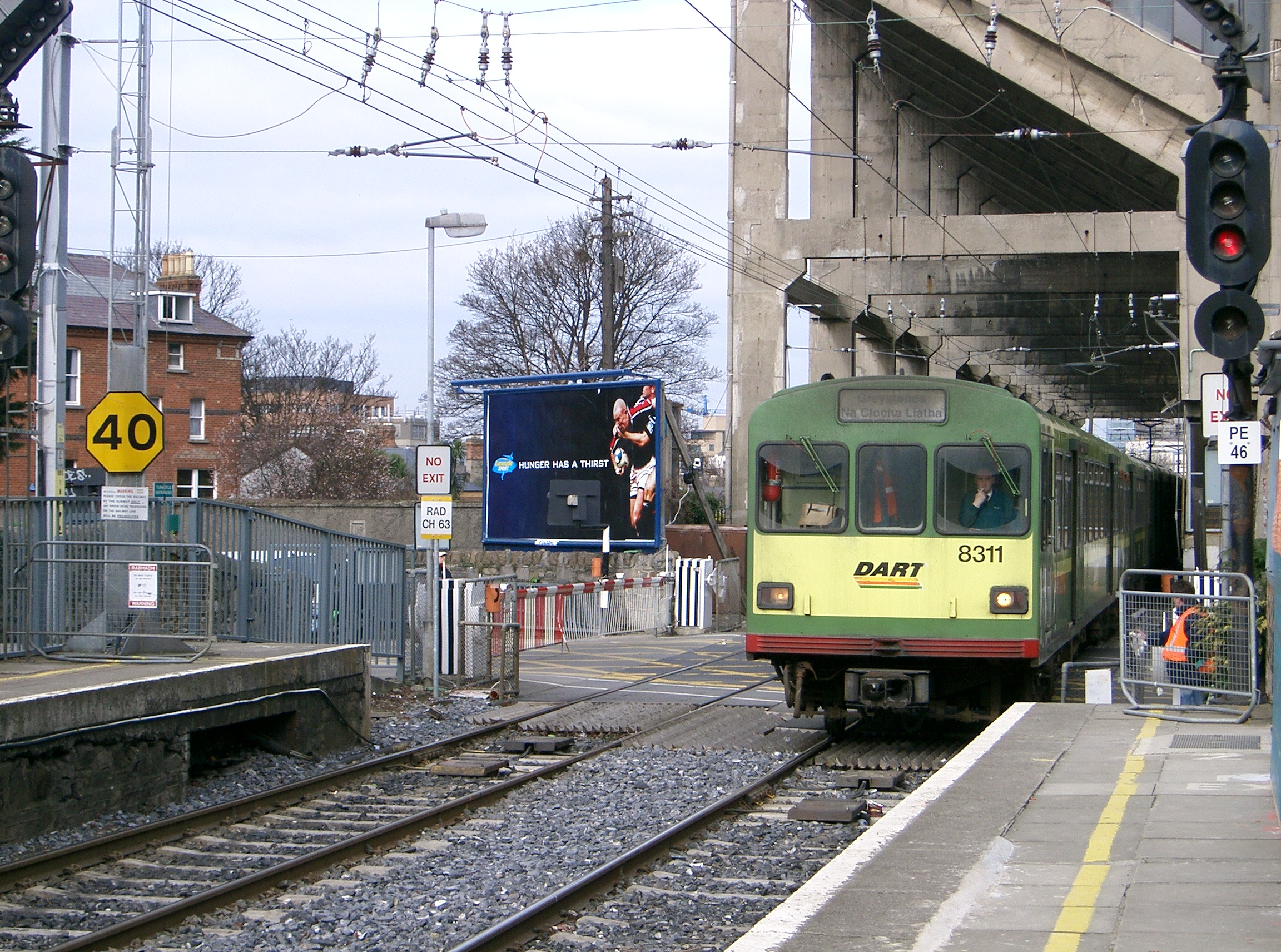
DART unter der Tribüne des Stadions Lansdowne Road (2005)
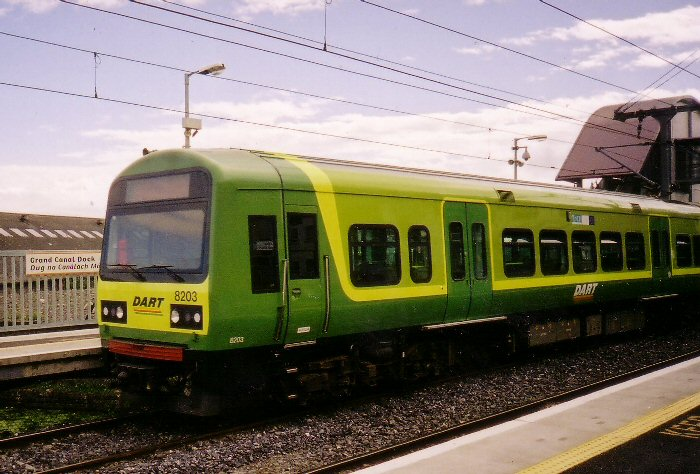
Zug der 8200 Class
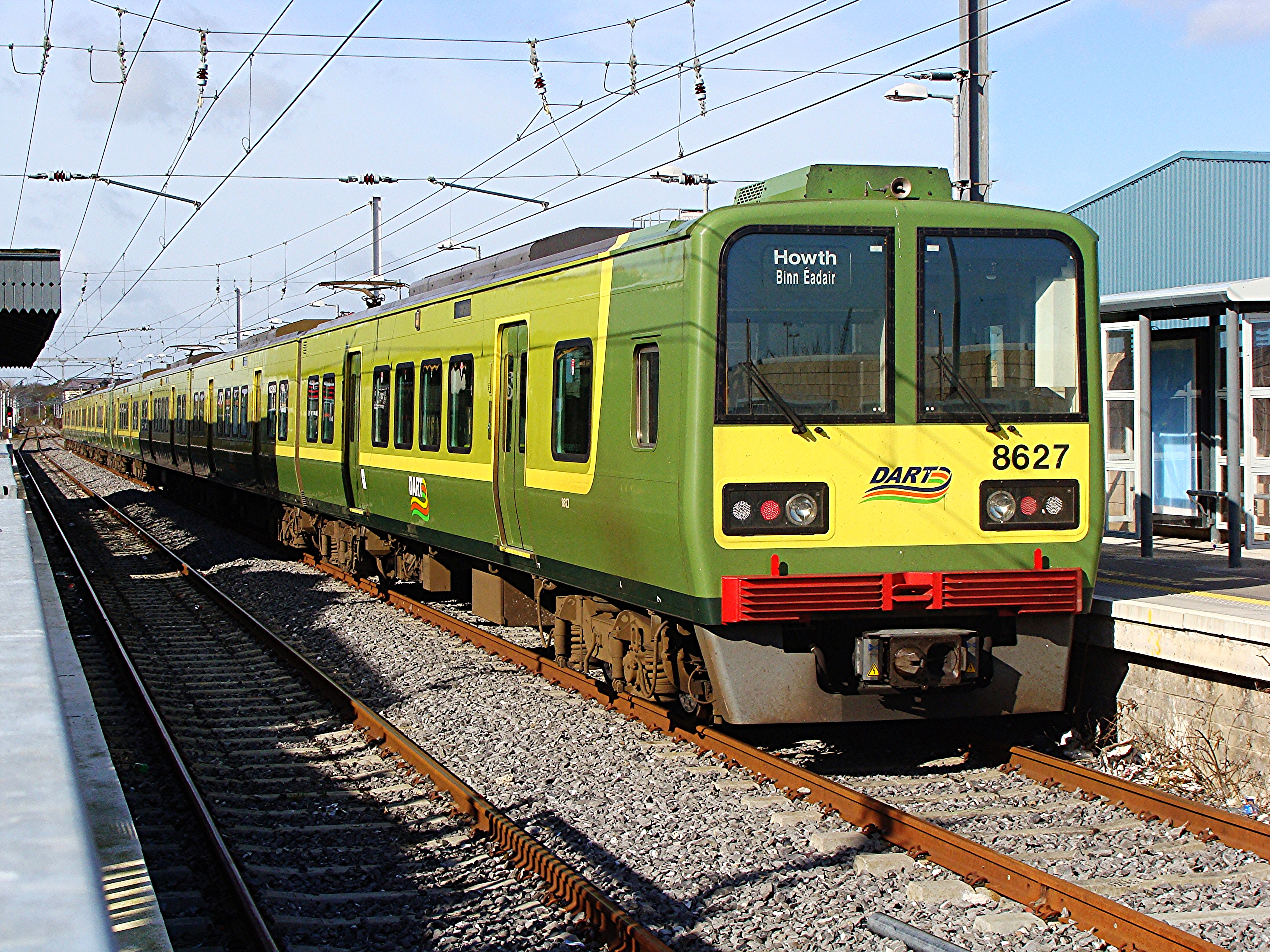
DART-Zug der 8520 Class in Howth
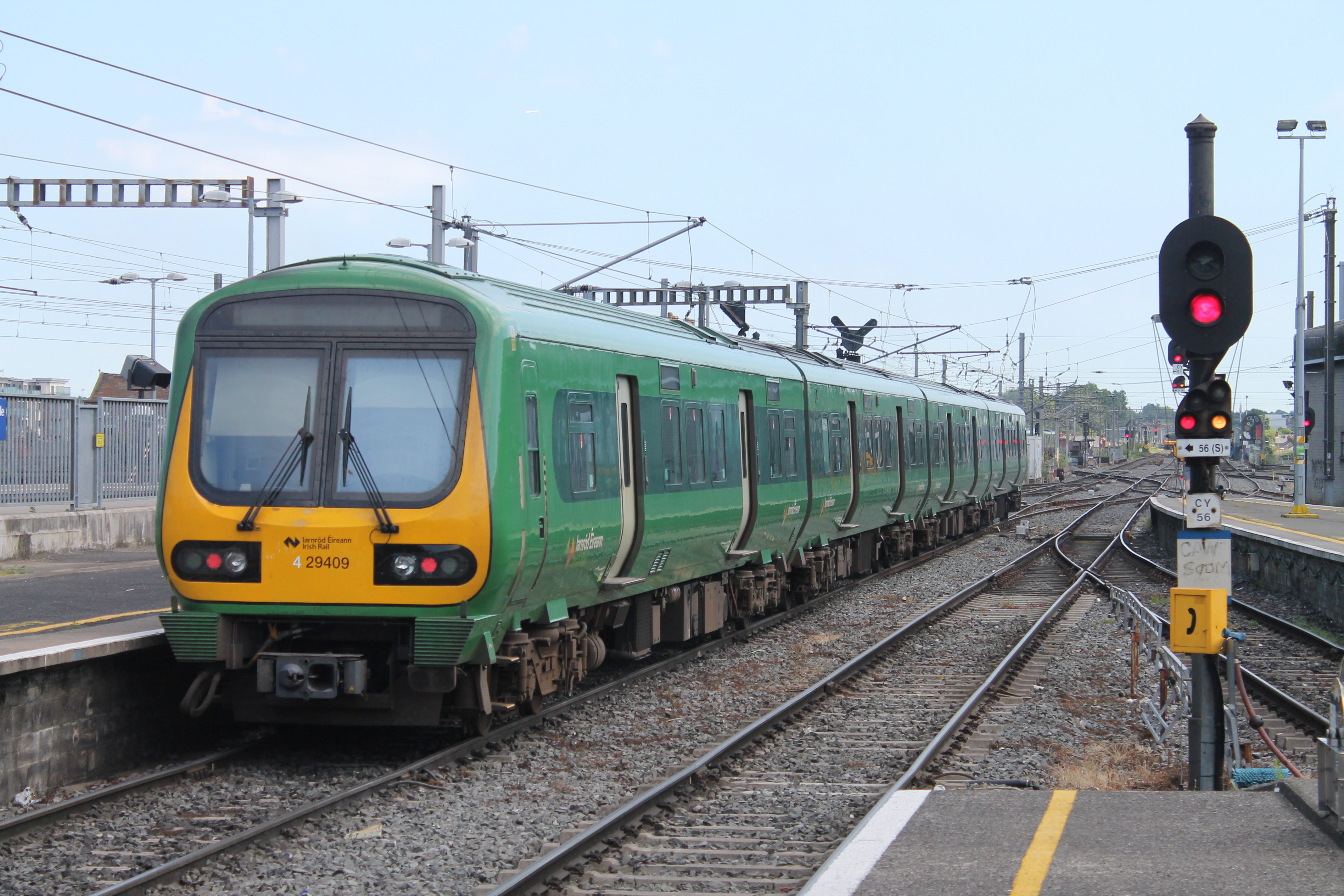
Dieselbetriebener Commuter-Zug in Dublin Connolly Station

## Planungen
Es gibt zahlreiche Planungen, DART zu erweitern. Das aktuelle Projekt in der Planungsphase, DART+, sieht eine Elektrifizierung und Einbindung der folgenden Verbindungen vor:
- Dart West: Von Maynooth und M3 Parkway nach Dublin Pearse/Docklands auf der Bahnstrecke Dublin–Sligo
- Dart South West: Hazelhatch/Celbridge nach Heuston Station auf der Bahnstrecke Dublin–Cork
- Dart Coastal North: Drogheda nach Connolly Station auf der Bahnstrecke Belfast–Dublin
- Dart Coastal South: Greystones nach Connolly Station auf der Bahnstrecke Dublin–Rosslare